# Хадсунн
Хадсу́нн (дат. Hadsund) — город в Дании, в центре Северной Ютландии с населением 4973 человек (2022). Входит в коммуну Мариагер-фьорд.

## История
Хадсунн был официально основан в 1854 году, когда город получил торговые привилегии. До этого там была только паромная переправа с разрешением на проведение торговли по обе стороны фьорда. В 1861 году создан торговый порт и в 1883 году открыто железнодорожное сообщение в Раннерс, а с 1900 также в Ольборг. В Хадсунн было две железнодорожные станции: Северный вокзал Хадсунн, который лежал в пределах города, и Южный вокзал Хадсунн, который находился на юге Хадсунн. Северный вокзал был разрушен в 1985 году. Железная дорога была закрыта 1 Апрель 1969.

## Промышленность
На севере города находится промышленная зона с несколькими средними технологическими компаниями, из которых самой крупной является Nilfisk-ALTO, производящая оборудование для очистки. В Хадсунн имеется две основных компании с центральным офисом: Hedegaard Foods и Nilfisk-ALTO. Компания производитель садовой мебели Trip Trap была основана в Хадсунн в 1973 году.
Компания производитель электромобилей Whisper Electronic Car A/S имела основной завод в Хадсунн, но с тех пор переехала в Норвегию.

## География
Хадсунн расположен в юго-восточной части Химмерланд. Расстояние до пляжа Каттегат 12 км. Хадсунн находится в 45 км к югу от Ольборг и 30 км к северу от Раннерс.

### Расстояния
Хадсунн расположен в 45 км к югу от Ольборг, в 30 километрах к северу от Раннерс, в 25 км к востоку от Хобро, в 60 км к востоку от Виборга, 70 км к востоку от Скиве и в 90 км к северо-западу от Грено. 360 километров (через Мост Большой Бельт) до Копенгагена.

## Известные жители
- Ханс Кирк (1898—1962) — писатель.
- Эббе Санд (род. 1972) — футболист.